# Canoë-kayak aux Jeux olympiques d'été de 2024 - C1 1000 mètres hommes
Navigation
Tokyo 2020 Los Angeles 2028
L'épreuve masculine du C1 1 000 mètres des Jeux olympiques d'été de 2024  se déroule les 7 et 9 août 2024 au stade nautique de Vaires-sur-Marne, à environ 30 km à l'Est de Paris.

## Médaillés
| Or                 | Argent                 | Bronze                   |
| Martin Fuksa (CZE) | Isaquias Queiroz (BRA) | Serghei Tarnovschi (MDA) |

## Programme
| Date            | Horaire  | Manche           |
| --------------- | -------- | ---------------- |
| Mercredi 7 août | 09 h 30  | Éliminatoires    |
| Mercredi 7 août | à suivre | Quarts de finale |
| Vendredi 9 août | 10 h 30  | Demi-finales     |
| Vendredi 9 août | à suivre | Finales          |

## Résultats détaillés

### Séries
Les 2 premiers sont qualifiés pour les demi-finales (DF), les autres vont en quarts de finale (Q).
| Rang | Céiste            | Pays                         | Temps         | Notes |
| ---- | ----------------- | ---------------------------- | ------------- | ----- |
| 1    | Wiktor Głazunow   | Pologne                      | 3 min 48 s 40 | DF    |
| 2    | Zakhar Petrov     | Athlètes individuels neutres | 3 min 49 s 86 | DF    |
| 3    | José Ramón Pelier | Cuba                         | 3 min 52 s 17 | Q     |
| 4    | Nicolae Craciun   | Italie                       | 3 min 53 s 90 | Q     |
| 5    | Ji Bowen          | Chine                        | 4 min 2 s 85  | Q     |

| Rang | Céiste           | Pays                          | Temps         | Notes |
| ---- | ---------------- | ----------------------------- | ------------- | ----- |
| 1    | Martin Fuksa     | Tchéquie                      | 3 min 50 s 39 | DF    |
| 2    | Isaquias Queiroz | Brésil                        | 3 min 53 s 94 | DF    |
| 3    | Fernando Jorge   | Équipe olympique des réfugiés | 3 min 54 s 90 | Q     |
| 4    | Dániel Fejes     | Hongrie                       | 3 min 56 s 00 | Q     |
| 5    | Pablo Crespo     | Espagne                       | 4 min 5 s 05  | Q     |

| Rang | Céiste            | Pays       | Temps            | Notes |
| ---- | ----------------- | ---------- | ---------------- | ----- |
| 1    | Cătălin Chirilă   | Roumanie   | 3 min 44 s 75 OR | DF    |
| 2    | Adrien Bart       | France     | 3 min 46 s 93    | DF    |
| 3    | Carlo Tacchini    | Italie     | 3 min 59 s 59    | Q     |
| 4    | Sergey Yemelyanov | Kazakhstan | 4 min 5 s 31     | Q     |
| 5    | Pavlo Altukhov    | Ukraine    | 4 min 11 s 32    | Q     |

| Rang | Céiste              | Pays           | Temps         | Notes |
| ---- | ------------------- | -------------- | ------------- | ----- |
| 1    | Serghei Tarnovschi  | Moldavie       | 3 min 49 s 27 | DF    |
| 2    | Connor Fitzpatrick  | Canada         | 3 min 50 s 79 | DF    |
| 3    | Mateus Nunes Bastos | Brésil         | 3 min 52 s 60 | Q     |
| 4    | Lai Kuan-chieh      | Taipei chinois | 4 min 1 s 26  | Q     |
| 5    | Ghailene Khattali   | Tunisie        | 4 min 23 s 05 | Q     |

| Rang | Céiste               | Pays      | Temps          | Notes |
| ---- | -------------------- | --------- | -------------- | ----- |
| 1    | Sebastian Brendel    | Allemagne | 3 min 45 s 48  | DF    |
| 2    | Liu Hao              | Chine     | 3 min 45 s 85  | DF    |
| 3    | Balázs Adolf         | Hongrie   | 3 min 48 s 21  | Q     |
| 4    | Mohammad Nabi Rezaei | Iran      | 4 min 10 s 36  | Q     |
| 5    | Benilson Sanda       | Angola    | 4 min 11 s 450 | Q     |

### Quarts de finale
Les 3 premiers se qualifient pour les demi-finales (DF), les autres vont en finale B (FB).
| Rang | Céiste               | Pays    | Temps         | Notes |
| ---- | -------------------- | ------- | ------------- | ----- |
| 1    | Dániel Fejes         | Hongrie | 3 min 47 s 88 | DF    |
| 2    | José Ramón Pelier    | Cuba    | 3 min 49 s 41 | DF    |
| 3    | Pavlo Altukhov       | Ukraine | 3 min 51 s 58 | FB    |
| 4    | Mohammad Nabi Rezaei | Iran    | 3 min 52 s 41 | FB    |
| 5    | Mateus Nunes Bastos  | Brésil  | 4 min 8 s 50  | FB    |

| Rang | Céiste          | Pays           | Temps         | Notes |
| ---- | --------------- | -------------- | ------------- | ----- |
| 1    | Carlo Tacchini  | Italie         | 3 min 49 s 15 | DF    |
| 2    | Pablo Crespo    | Espagne        | 3 min 50 s 24 | DF    |
| 3    | Nicolae Craciun | Italie         | 3 min 53 s 13 | FB    |
| 4    | Lai Kuan-chieh  | Taipei chinois | 3 min 58 s 79 | FB    |
| 5    | Benilson Sanda  | Angola         | 4 min 12 s 73 | FB    |

| Rang | Céiste            | Pays                          | Temps         | Notes |
| ---- | ----------------- | ----------------------------- | ------------- | ----- |
| 1    | Balázs Adolf      | Hongrie                       | 3 min 53 s 65 | DF    |
| 2    | Ji Bowen          | Chine                         | 3 min 56 s 36 | DF    |
| 3    | Sergey Yemelyanov | Kazakhstan                    | 3 min 59 s 68 | FB    |
| 4    | Fernando Jorge    | Équipe olympique des réfugiés | 4 min 6 s 63  | FB    |
| 5    | Ghailene Khattali | Tunisie                       | 4 min 28 s 44 | FB    |

### Demi-finales
Les 4 premiers se qualifient pour la finale A (FA), les autres vont en finale B (FB).
| Rang | Céiste             | Pays      | Temps         | Notes |
| ---- | ------------------ | --------- | ------------- | ----- |
| 1    | Sebastian Brendel  | Allemagne | 3 min 44 s 78 | FA    |
| 2    | Isaquias Queiroz   | Brésil    | 3 min 44 s 80 | FA    |
| 3    | Wiktor Głazunow    | Pologne   | 3 min 45 s 30 | FA    |
| 4    | Carlo Tacchini     | Italie    | 3 min 45 s 42 | FA    |
| 5    | Cătălin Chirilă    | Roumanie  | 3 min 45 s 78 | FB    |
| 6    | José Ramón Pelier  | Cuba      | 3 min 46 s 37 | FB    |
| 7    | Ji Bowen           | Chine     | 3 min 46 s 48 | FB    |
| 8    | Connor Fitzpatrick | Canada    | 3 min 56 s 31 | FB    |

| Rang | Céiste             | Pays                         | Temps            | Notes |
| ---- | ------------------ | ---------------------------- | ---------------- | ----- |
| 1    | Martin Fuksa       | Tchéquie                     | 3 min 44 s 69 OR | FA    |
| 2    | Serghei Tarnovschi | Moldavie                     | 3 min 45 s 33    | FA    |
| 3    | Zakhar Petrov      | Athlètes individuels neutres | 3 min 45 s 99    | FA    |
| 4    | Balázs Adolf       | Hongrie                      | 3 min 46 s 61    | FA    |
| 5    | Dániel Fejes       | Hongrie                      | 3 min 47 s 83    | FB    |
| 6    | Adrien Bart        | France                       | 3 min 49 s 56    | FB    |
| 7    | Liu Hao            | Chine                        | 4 min 1 s 95     | FB    |
| 8    | Pablo Crespo       | Espagne                      | 4 min 3 s 04     | FB    |

### Finales
| Rang                                | Céiste             | Pays                         | Temps            |
| ----------------------------------- | ------------------ | ---------------------------- | ---------------- |
| Médaille d'or, Jeux olympiques      | Martin Fuksa       | Tchéquie                     | 3 min 43 s 16 OR |
| Médaille d'argent, Jeux olympiques  | Isaquias Queiroz   | Brésil                       | 3 min 44 s 33    |
| Médaille de bronze, Jeux olympiques | Serghei Tarnovschi | Moldavie                     | 3 min 44 s 68    |
| 4                                   | Zakhar Petrov      | Athlètes individuels neutres | 3 min 45 s 28    |
| 5                                   | Carlo Tacchini     | Italie                       | 3 min 48 s 97    |
| 6                                   | Wiktor Głazunow    | Pologne                      | 3 min 49 s 05    |
| 7                                   | Balázs Adolf       | Hongrie                      | 3 min 49 s 83    |
| 8                                   | Sebastian Brendel  | Allemagne                    | 3 min 51 s 44    |

| Rang | Céiste             | Pays     | Temps         |
| ---- | ------------------ | -------- | ------------- |
| 9    | Cătălin Chirilă    | Roumanie | 3 min 47 s 48 |
| 10   | José Ramón Pelier  | Cuba     | 3 min 48 s 58 |
| 11   | Dániel Fejes       | Hongrie  | 3 min 50 s 22 |
| 12   | Pablo Crespo       | Espagne  | 3 min 50 s 54 |
| 13   | Liu Hao            | Chine    | 3 min 52 s 25 |
| 14   | Connor Fitzpatrick | Canada   | 3 min 52 s 46 |
| 15   | Ji Bowen           | Chine    | 3 min 58 s 13 |
| 16   | Adrien Bart        | France   | 3 min 59 s 82 |